# Rezistența greacă
Acest articol tratează problema rezistenței grecilor împotriva ocupantului german în timpul celui de-al doilea război mondial. Pentru rezistența greacă la ocupația otomană, vedeți articolul klepht.  Pentru informații despre activitățile grupurilor de rezistență din perioada postbelică, vedeți articolul Războiul civil grec.
Rezistența greacă (în limba greacă:Εθνική Αντίσταση, "Rezistența Națională") este un termen generic sub care sunt cunoscute grupurile înarmate sau neînarmate din întreg spectul politic elen care au opus rezistență ocupației Axei în perioada 1941-1944 în timpul celui de- al doilea război mondial.

## Origini
Vedeți și: Istoria militară a Greciei în timpul celui de-al doilea război mondial
     germană                                          
     italiană                                            
     bulgară                                            
     Insulele Dodecaneze, aflate deja în 
stăpânirea Italie la izbucnirea războiului

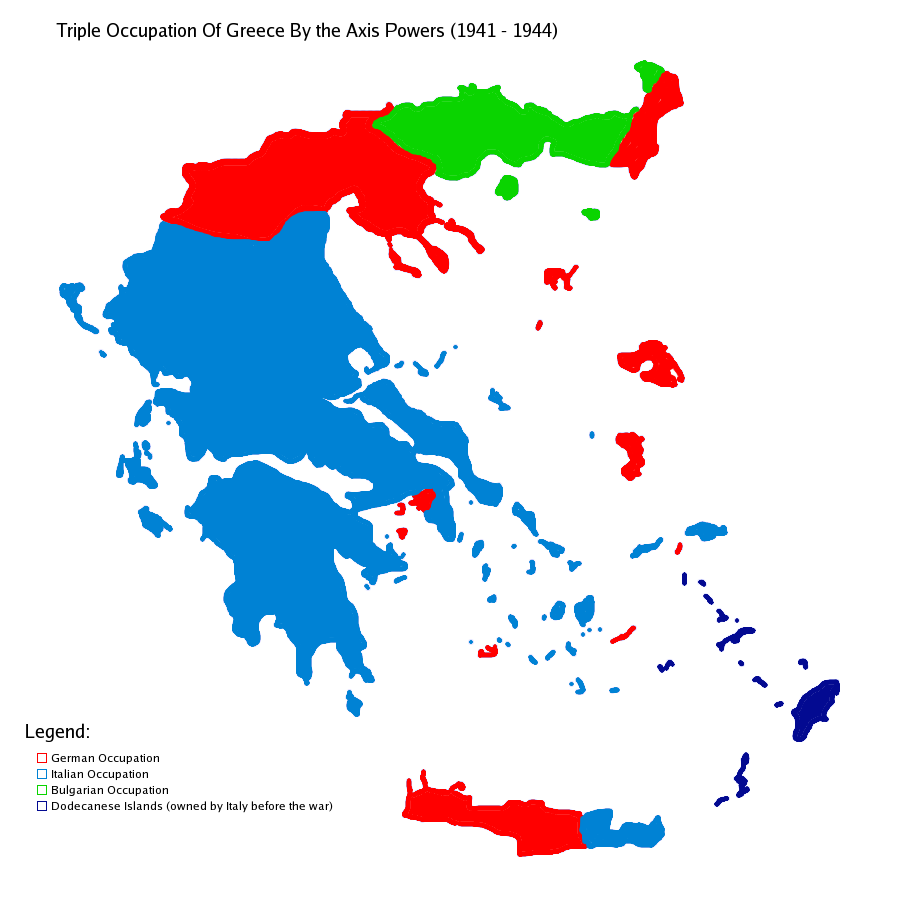
Zonele de ocupație din Grecia
germană
italiană
bulgară
Insulele Dodecaneze, aflate deja în
stăpânirea Italie la izbucnirea războiului

Apariția mișcărilor de rezistență a fost declanșată de invadarea țării și ocupația puterilor Axei (Germania Nazistă, Italia Fascistă și Bulgaria) din 1941 – 1944.
Italia a declanșat prima încercare de ocupare a Greciei prin atacul din 1940 declanșat de pe teritoriul Albaniei, atac care a fost respins de eleni. După invazia germană, ocuparea Atenei și a Cretei, regele George al II-lea și guvernul lui au fugit în Egipt. Aici a fost format un guvern în exil, recunoscut de Aliații occidentali, dar nu și de Uniunea Sovietică. Aliații occidentali au încurajat în mod constant, ba chiar l-au silit pe regele Greciei să numească miniștri liberali. Doar doi dintre miniștii guvernului elen din exil erau membri ai fostului regimului dictatorial interbelic. Membrii mișcărilor de rezistență de stânga au pretins că guvernul din exil este nelegitim deoarece era o continuare a cabinetului dictatorial al lui Ioannis Metaxas din perioada 1936 - 1941. Indiferent de certurile politice sau de diversele disidențe, guvernul în exil nu a avut o influență prea mare asupra atitudinii celei mai mari părți a poporului elen.
Germanii au format un guvern colaboraționist condus de generalul Georgios Tsolakoglou chiar mai înainte de a cuceri Atena. Acest guvern nu se bucura de niciun fel de legitimitate și nu avea sprijinul populației, fiind în totalitate dependent de autoritățile de ocupație italo-germane. În plus, guvernul-marionetă a fost discreditat în ochii grecilor de incapacitate sa de a împiedica cedarea nord-estului țării către Bulgaria. Proasta gestiune a ecnomiei pe timp de război, inflația galopantă, criza de alimente care a ajuns până la proporțiile foametei, a făcut ca guvernul colaboraționist să-și piardă orice urmă de credibilitate în rândurile populației grecești. În plus, un număr de ofițeri superiori ai regimului dictatorial interbelic au colaborat cu ocupanții germani, ocupând diferite posturi administrative.

## Primele acte de rezistență
Primul act de rezistență din Grecia a avut loc în Atena în noaptea de 30 mai 1941. Doi studenți tineri, Apostolos Siantas și Manolis Glezos, au escaladat nevăzuți fațada de nord-vest a Acropolisului și au doborât  steagul german cu svastică, plasat aici de autoritățile de ocupație.
Prima mișcare organizată de rezistență a apărut în nordul Greciei, unde ocuparea de către Bulgaria a unor teritorii elene au răscolit sentimentele naționaliste. Prima mare rebeliune populară a apărut în jurul orașului Drama din Macedonia Răsăriteană, în zona de ocupație bulgară. Autoritățile bulgare inițiaseră o operațiune la scară mare de bulgarizare, ceea ce a dus la reacția populației grecești. În perioada 28 – 29 septembrie 1941, populația din Drama și din împrejurimi s-a revoltat. Revolta neorganizată a fost rapid înfrântă de armata bulgară, care a executat cam 3.000 de civili din Drama și din satul învecinat Doxato. În același timp, în toate marile orașe macedonene au fost organizate manifestații de protest față de ocuparea teritoriilor grecești de către Bulgaria de către organizația de dreapta „Apărătorii Greciei Nordice” (YBE).
Primele formațiuni înarmate („andartes”) au apărut în munții macedoniei prin octombrie 1941, iar primele înfruntări armate cu germanii  au dus la împușcare drept represalii a 488 de civili eleni. Aceste represalii au făcut ca mișcările rezistenței să fie diminuate în următoarele câteva luni. Până în cele din urmă, astfel de acțiuni violente de represiune, combinate cu jaful efectuat de germani au determinat reaprinderea inițiativei luptei împotriva ocupanților germani.

## Înfiintarea primelor grupuri de rezistență
Lipsa de legitimitate a guvernului marionetă și inactivitatea celor mai importanți politicieni rămași în țară au dus la apariția unui vid de putere și la lipsa unei forțe care să ralieze populația civilă împotriva ocupantului. Cei mai mulți civili și ofițeri greci care au dorit să continue lupta fugiseră din țară în Orientul Mijlociu (aflat sub control britanic). Cei care rămăseseră în țară nu erau siguri de capacitatea lor de a se opune cu șanse de reușită Wehrmachtului. Această situație a dus la apariția de noi grupări, din care politicienii activi în perioada interbelică erau aproape cu desăvârșire absenți, care și-au asumat rolul de forțe de opoziție fața de puterile de ocupație.
Primul grup important grup de rezistență a fost Liga Națională Republicană Greacă (EDES) condusă de colonelul demobilizat Napoleon Zervas. Următorul grup a fost Frontul de Eliberare Națională (de orientare comunistă), fondată pe 27 septembrie 1941 pe principiile „frontului larg unit împotriva fascismului”, prin care au fost atrași în luptă și numeroși ne-comuniști. EAM s-a transformat rapid în cel mai numeros grup de rezistență și cea mai mare mișcare de masă de până atunci din Grecia. Cel de-al treilea grup era „Eliberare Națională și Socială” (EKKA), de orientare liberală și antimonarhică, condus de Georgios Kartalis și colonelul Dimitrios Psarros.
Altă organizație controlată de comuniști au fost „Organizația pentru Protecția Luptei Poporului” (OPLA). În regiunea Florina a acționat organizația mecedonenilor slavi „Frontul de Eliberare națională” (NOF, care și-a schimbat numele în SNOF în partea a treia a războiului civil).

## Rezistența în munți - "Andartiko"
Grecia este o țară muntoasă, cu o lungă tradiție a războaielor de guerillă, care era veche din zilele klephților perioadei otomane și a banditismului secolului al XIX-lea, (care fusese ridicată de multe ori la statutul de perioadă a eroilor populari). În deceniul al cincelea, zonele rurale erau extrem de sărace, rețeaua de drumuri de-a dreptul primitivă, iar controlul statului în afara orașelor era exercitat prin intermediul jandarmeriei, preoțimii și corpului învățătorilor. Începând din 1942, datorită slăbiciunii guvernului central de la Atena, zona rurală a scăpat treptat de sub controlul autorităților, în vreme ce grupurile de rezistență s-au întărit și s-au organizat în paralel și mult mai eficient decât statul.

### Apariția rezistenței armate
În februarie 1942, Comitetul Central al EAM a decis formarea corpului militar numit Armata Populară de Eliberare Națională (ELAS) condus de  Aris Velouchiotis, care și-a început activitatea în munții din Grecia centrală. Mai târziu, pe 28 iulie același an, Napoleon Zervas a anunțat formarea „Grupurilor naționale ale partizanilor greci” (EOEA), ca ramură militară a  EDES, care a acționat la început în regiunea Aetoloakarnania. EKKA a format la rândul lui propriile forțe înarmate, "Regimentul 5/42 evzones" sub comanda lui  Dimitrios Psarros, care a avut ca zonă principală de acțiune Munții Giona.
Până în vara anului 1942, autoritățile de ocupație nu au dat prea multă importanță rezistenței armate, care era încă în faza de organizare. Italienii, care controlau cea mai mare parte a zonei rurale, considerau că situația poate fi ținută sub control. Mișcările de rezistență s-au întărit neîncetat, EAM/ELAS extinzându-se rapid. Grupurile armate elene au început să atace și să dezarmeze secțiile jandarmeriei locale și subunitățile izolate ale italienilor, iar liderii rebelilor au declanșat o campanie propagandistică prin satele grecești. Italienii au fost nevoiți să-și schimbe prioritățile și să ia măsuri precum deportarea ofițerilor greci demobilizați în lagăre din Italia sau Germania. Ofițerii eleni au reacționat rapid, s-au refugiat în munți și s-au alăturat diferitelor mișcări de rezistență.
Dezvoltarea mișcării elene de rezistență a devenit evidentă întregii lumi odată cu punerea la punct a unui dintre cele mai spectaculoase acte de sabotaj ale războiului, aruncarea în aer pe 25 noiembrie 1942 a podului de cale ferată de la Gorgopotamos, care asigura legătura dintre nordul și sudul Greciei. Această operație a fost rezultatul colaborării dintre britanici și  ELAS și EDES (Operațiunea "Harling". Operațiunea a fost dusă la îndeplinire de 12 agenți SOE și o forță unită ELAS-EDES. Această acțiune a fost prima și ultima dată în care cele două mari grupuri de rezistență au colaborat, în scurtă vreme rivalitățile militare și ideologice despărțindu-le într-un mod ireconciliabil.

### Apariția „Greciei Libere”
Atacurile constante și sabotajele împotriva ocupanților au dus la capturarea a câteva sute de prizonieri italieni și a unei mari cantități de echipament militar. Până la sfârșitul primăverii anului 1943, italienii au fost forțați să se retragă din mai multe regiuni. Orașele Karditsa, Grevena, Trikkala, Metsovon și altele au fost eliberate până în iulie. Puterile Axei și colaboraționiștii greci au rămas să controleze doar orașele mari și drumurile principale, în vreme ce restul a rămas sub controlul guerilelor andartes. Această zonă era „Grecia Liberă”, care se întindea de la Marea Ionică la Marea Egee și de la zona de ocupație germană din Macedonia până în Beoția, adică cam 30.000 km² și 750.000 de locuitori.

### Colapsul italian și preluarea controlului de către germani
Până în iulie 1943, efectivele totale ale andartes erau de 20.000-30.000 de luptători, cei mai mulți aparținând ELAS, trecută de puțină vreme sub  comanda generalului Stefanos Sarafis. EAM/ELAS era la acea dată singurul grup cu prezență națională, în vreme ce EDES își limita operațiunile la regiunea Epirului, iar EKKA acționa într-o zonă restrânsă din Grecia centrală. Capitularea Italiei din septembrie 1943 a fost un cadou neașteptat pentru rezistență. Cei mai mulți soldați italieni au fost dezarmați și internați rapid de germani, dar o mare cantitate de arme, muniție și soldați au căzut în mâinile rezistenței. Astfel Divizia Pinerolo și Regimentul de cavalerie Aosta au fost capturați de guerilele EAM.
Germanii au trecut la preluarea controlului în sectorul italian de ocupație și s-a dovedit un adversar total diferit de italieni, superior înarmat, cu un moral bun și mult mai brutal. La începutul verii anului 1943, în Grecia au fost aduse trupe proaspete, care ar fi trebuit să facă față unei debarcări Aliate în regiune. (De fapt, germanii căzuseră victime ale unei operațiuni masive de camuflare a intențiilor reale de debarcare din Normandia). Germanii s-au implicat aproape imediat în lupte împotriva rezistenței elene, care au fost duse la îndeplinire cu duritate maximă, foarte asemănătoare cu operațiunile întreprinse împotriva partizanilor iugoslavi. În afara de operațiunile strict militare, germanii au întreprins și represalii sângeroase, crime de război așa cum au fost masacrul de la Kalavryta din decembrie sau cel din Distomo din iunie 1944. Sute de sate au fost incendiate în mod sistematic, iar milioane de greci au rămas fără adăpost.

### Preludiul războiului civil – primele conflicte
În ciuda semnării în mai 1943 a unei înțelegeri între cele trei grupuri principale de rezistență (EAM/ELAS, EDES și EKKA) cu privire la cooperarea antigermană și cu privire la subordonarea benevolă față de Înaltul Comandament din Orientul Mijlociu și generalul Henry Maitland Wilson, neîncrederea mutuală pe plan politic dintre EAM și celelalte grupuri a crescut neîncetat. EAM era forța politico-militară dominantă din Grecia, iar EDES și EKKA, (împreună cu guvernul elen în exil și cu guvernul britanic), se temeau că după retragerea germanilor primii vor încerca să domine viața politică. Această perspectivă era legată nunumai cu neîncrederea crescândă față de comuniști arătată de numeroși conservatori și liberali eleni, dar și cu temerile britanicilor că ar fi putut pierde Grecia, considerată ca parte a sferei de influență a Regatului Unit. EAM se considera pe de altă parte singurul grup adevărat de rezistență de vreme ce inițiase majoritatea copleșitoare a activităților împotriva Axei. Conducerea EAM era pe bună dreptate neîncrezător în politica britanică față de Grecia. Mai mult, EAM privea cu neîncredere bunele relații dintre Zervas și regele George, în mod special după ce s-a aflat că Zervas stabilise un armistițiu neoficial cu germanii în Epir.
În același timp, EAM a devenit ținta principală a germanilor și colaboratorilor lor. Noul guvern al lui Ioannis Rallis, dominat de vechii politicieni conservatori, beneficiind de colaborarea autorităților germane, a înființat  „batalionele de securitate”, formațiuni paramilitare destinate exclusiv luptei anticomuniste. Alte grupuri mici anticomuniste, precum organizația monarhistă „X” au primit fonduri și arme.
A izbucnit un război civil sub supravegherea germanilor. În octombrie 1943, ELAS a atacat EDES. Acest conflic a continuat până în februarie 1944, când agenții britanici din Grecia au negociat o încetare a focului. Luptele au continuat chiar și pe străzile Atenei între „batalioanele de securitate” și ELAS până la retragerea germanilor în octombrie 1944. În martie 1944, EAM a stabilit un guvern rival al Greciei Libere – Comitetul Politic de Eliberare Națională, vizând în mod clar un rol de primă importanță în Grecia postbelică. ELAS a făcut o mișcare care avea să se dovedească fatală pe termen lung: pe 17 aprilie 1944, în lunea Paștelui, a atacat și distrus Rgimentul 5/42 al  EKKA. Colonelul Psarros a fost capturat și mai apoi executat alături de mai  mulți colaboratori. Acest atac a făcut ca numeroși liberali și moderați, în special din orașe, să se îndrepe spre dreapta eșicherului politic, ceea ce a desăvârșit prăpastia căscată între cele două segmente ale populație Greciei.

## Rezistența din Creta și restul insulelor
Rezistența din Creta a fost centrată în  munții din interior și, în ciuda prezenței masive a trupelor germane, a avut o activitate semnificativă. Cea mai importantă realizare a fost răpirea generalului Heinrich Kreipe și bătălia de la Trahili.

## Rezistența din orașe
Rezistența în orașe a fost organizată rapid, dar grupurile de luptă erau mici și fragmentate. Orașele și cartierele mun citorești ale Atenei în special au suferit îngrozitor în iarna 1941 – 1942 datorită rechizițiilor de alimente care au provocat foamete și moartea a unui  număr greu de precizat de oameni. A fost creat astfel un teren fertil pentru activitățile de recrutare a luptătorilor rezistenței. Aceștia erau lipsiți de echipament, fonduri și dădeau dovadă de o organizare precară. Cele mai importante roluri ale rezisenței din orașe au fost spionajul și sabotajele, efectuate de cele mai multe ori în cooperare cu serviciile specializate britanice. Una dintre primele sarcini ale rezistenței urbane a fost facilitarea evadării din Grecia ocupată a soldaților Commonwealthului rătăciți de unitățile lor. Grupurile urbane de rezistență au păstrat legătura cu spionajul britanic prin intermediul aparaturii radio, au recuperat, ajutat și îndrumat spionii și sabotorii britanici parașutați în Grecia, au spionat în favoarea Aliaților, au declanșat operațiuni de propagandă anti-Axă și au organizat rețele de evadare pentru spionii aliați și tinerii greci care voiau să se alăture forțelor armate elene din exil.
Echipamentul radio, banii, armele și alte materiale au fost livrate în principal de britanici, dar în cantități insuficiente. Situația rezistenței era complicată de conflictele dintre luptătorii de stânga și cei de dreapte, sau dintre monarhiști și republicani. Rezistența urbană era supusă unor pericole uriașe – luptătorii ei erau în primejdie să fie arestați și executați fără judecată. Luptătorii capturați erau de cele mai multe ori torutrați de Abwehr și Gestapo, iar mărturiile obținute au fost folosite pentru distrugerea unor rețele întregi de rezistență. Munca operațorilor radio era poate cea mai periculoasă, germanii utilizând echipament de căutare direcțională pentru localizarea transmițătoarelor. Transmisioniștii erau de cele mai multe ori împușcați pe loc.

### Protestele orășenilor
Una dintre celem mai importante forme de rezistență a fost aceea a protestelor de masă. Primul astfel de eveniment a apărut în timpul sărbătorii naționale de 25 martie 1942, când mai mulți studenți au încercat să depună o coroană de flori la Monumentul Soldatului Necunoscut. Încercarea lor a fost zădărnicită de carabinierii călare, incidentele care au urmat marcând deșteptarea sentimentelor rezistenței anti-Axă din regiunea urbană. La scurtă vreme după aceasta, lucrătorii „TTT” (poșta și telecomunicațiile) au început o grevă în Atena, care s-a răspândit rapid în toată țara. Greviștii au avut la început numai revendicări economice, dar în scurtă vreme și-au asumat și revendicări politice, după ce au primit sprijinul organizațiilor sindicale comuniste (EEAM). Pe 12 aprilie, guvernul colaboraționist elen a trebuit să cedeze pe toată linia în fața greviștilor.
La începutul anului 1943 au început să circule zvonuri cu privire la o posibilă mobilizare pentru muncă forțată în Germania. Primele reacții au fost ale studenților de pe 7 februarie, dar mișcarea de protest a crescut rapid. În cursul lunii februarie s-au succedat mai multe greve și demonstrații care au paralizat Atena, care au culminat cu un marș de proporții pe 24 februarie. Funeraliile poetului național Kostis Palamas de pe 28 februarie au degenerat rapid într-o manifestație anti-Axă. În cele din urmă, după o nouă grevă generală organizată de EAM, guvernul a cedat și a anunțat în mod oficial că orice plan pentru mobilizarea civililor la muncă a fost abandonat. A fost o uriașă victorie a rezistenței, unică în toată Europa ocupată. Această victorie a dat noi imbolduri mișcărilor de protest din primăvara și vara anului 1943. De asemenea, a crescut popularitatea și influență EAM, după cum a demonstrat-o și demonstrația de protest din Atena de pe 25 iunie, la care au participat în jur de 100.000 de oameni.

## Riscuri asumate de rezistență
Rezistența la ocupația puterilor Axei era o intreprindere plină de riscuri. Cel mai mare risc asumat era cel al partizailor, care puteau fi uciși în luptă de forțele germane mult superioare din punct de vedere numeric și al dotării. Luptătorii de guerilă, de multe ori prost echipați,  mai trebuiau să facă față și condițiilor grele de trai din munții Greciei.
Existau riscuri mari și pentru grecii de rând. Atacurile insurgenților erau urmate de represaliile forțelor germane de ocupație. Numeroase sate au fost arse iar locuitorii lor masacrați. Germanii au reluat politica luării de ostatici și au stabilit „cote” prin care era determinat numărul de civili sau ostatici care urmau să fie executați ca răspuns la uciderea sau rănirea soldaților germani.